# Gongliu

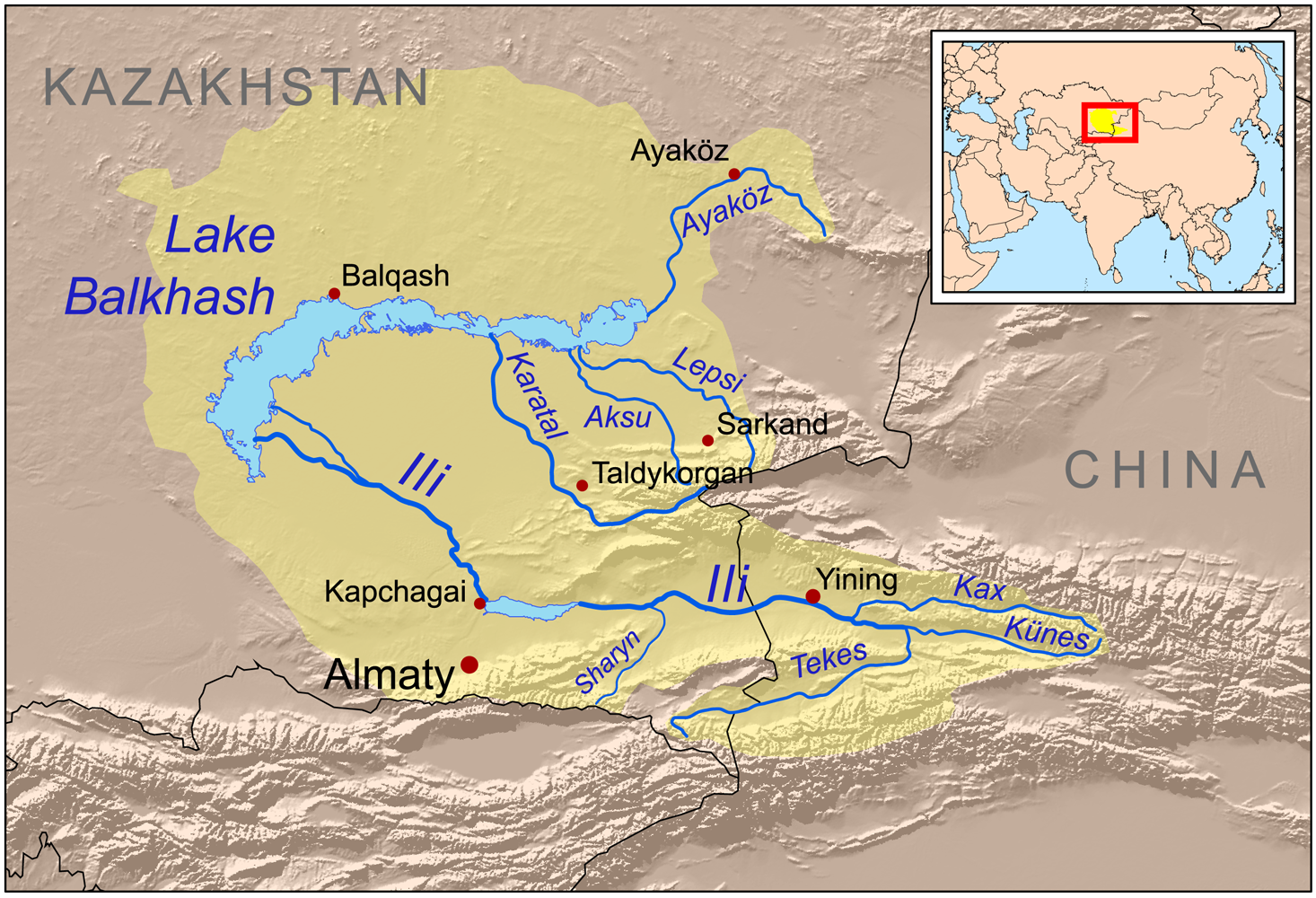
Gongliu está situada no Vale do Rio Ili.

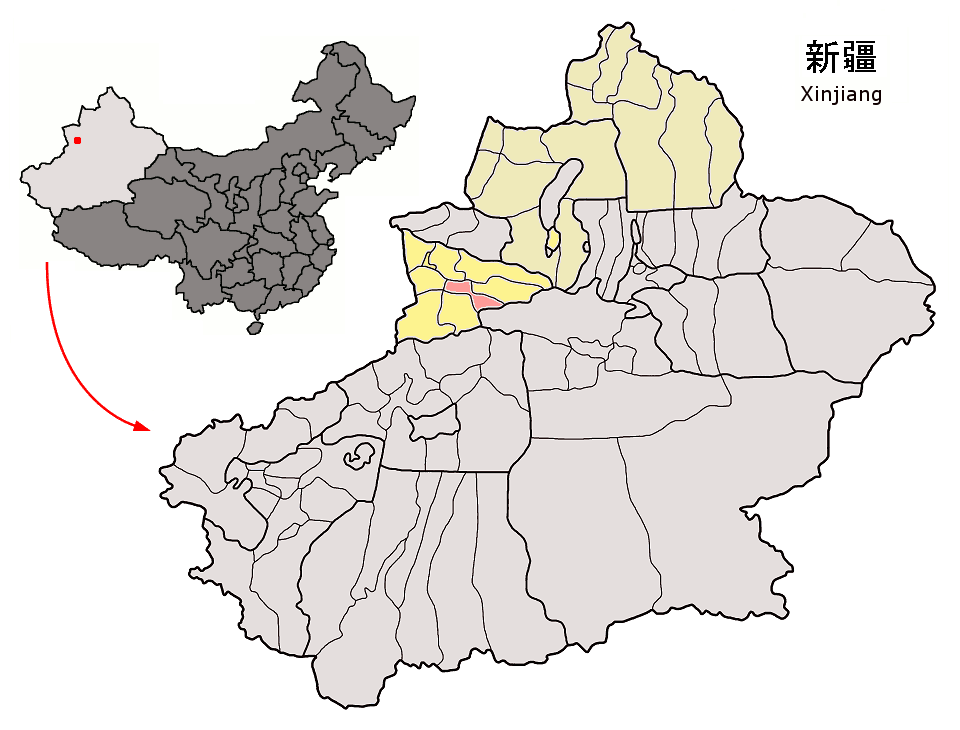
Localização de Gongliu em Sinquião.

Gongliu, Gongliuzhen ou Toqquztara é um dos oito municípios chineses da região do Vale do Rio Ili, em Sinquião, China.